# Pengulon
Pengulon is een bestuurslaag in het regentschap Buleleng van de provincie Bali, Indonesië. Pengulon telt 3260 inwoners (volkstelling 2010).